# Vodstrup
Vodstrup – miasto w Danii, w regionie Jutlandia Północna, w gminie Morsø, na wyspie Mors.